# The Fatal Mistake
The Fatal Mistake er en amerikansk stumfilm fra 1924 af Scott R. Dunlap.

## Medvirkende
- William Fairbanks som Jack Darwin
- Eva Novak som Ethel Bennett
- Wilfred Lucas
- Dot Farley
- Bruce Gordon
- Harry McCoy
- Paul Weigel
- Frank Clark